# Silvia Maccera
Silvia Ivone Maccera Zaput (Talara, 1946) es una modelo y conductora de televisión peruana.

## Biografía
Silvia Maccera nació casualmente en la ciudad de Talara en 1946, siendo aún una bebe llega a Lima, amante de la poesía y de la actuación, estudia educación en la Normal de Mujeres de Monterrico (Lima) donde se especializa en historia y geografía para secundaria. Termina su educación secundaria a los 15 años y se gradúa como educadora a los 19 (1965) iniciándose en el Colegio "Reina de los Ángeles" teniendo casi la misma edad de sus alumnas.
Contrae matrimonio en primeras nupcias con Darcy Salas Sámanez en 1969 y tuvo dos hijos: Darcy Antonio y Katia. Luego en 2002 contrae segundas nupcias en el Ecuador con Fabián Yépez Almeida.

## Trayectoria
A través de su larga carrera profesional realizó diversas labores: conductora de programas, maestra de ceremonias, locutora radial, modelo de comerciales de TV y de productos de belleza, comentarista de modas, entrevistadora, animadora, narradora de noticias y eventualmente actriz.
En 1975 realizando una especialización de educación en la universidad, es descubierta por una agencia de publicidad para la realización de los comerciales de "Bonawell" y de "Hinds". Simultáneamente es llamada por un especial equipo de producción del canal del estado formado por para educar a la nación a través de la televisión, a pesar de la oposición de su familia y ante la insistencia de los productores ella se acerca tímidamente a hacer un casting en donde queda como la conductora del programa infantil "La Hora de los Niños".
En 1976 en el mismo canal conduce "Hermanos del Mundo" programa dedicado a los países en colaboración con sus embajadas. 
En julio de 1977 y por el canal 7 salta a la fama internacional cuando presenta desde Madrid, España, el programa inicial de "300 millones en Español" el que es trasmitido en simultáneo a través del "nuevo sistema satelital" en los 21 países de habla hispana del mundo. 
Cada país tenía su presentador pero la calidad y carisma de Silvia la hacen quedarse por los siguientes 6 años presentando el programa a nivel internacional desde España y también desde el Perú hasta el final de este en 1983 cuando ya era trasmitido por Panamericana Televisión. De hecho, en 1982 dedicó un especial hacia el mencionado Perú.
En 1979 presentó el programa "Nuestra América" para los 5 países fundadores del Pacto Andino.
Entre los años 1980 y 1987 fue maestra de ceremonias del Miss Perú, Miss Perú Mundo y Miss Sudamérica.
En 1980 se vuelve la imagen de la tienda "Hogar" haciendo múltiples comerciales y a partir de este año hace comerciales para "Sour de Adams", "Inca Kola", "Pupilent", "Moraveco" y otros más.
Ya para 1981 sale al aire el programa Magazine creado específicamente para Silvia y la acompaña Pablo de Madalengoitia reemplazado al poco tiempo por Horacio Paredes, este programa se trasmitió diaria e ininterrumpidamente durante los siguientes años.
En 1982 fue Maestra de Ceremonias del Miss Universo que se realiza en Lima. Igualmente Maestra de ceremonias del festival de la OTI.
En 1989 se convirtió en narradora de noticias al lado de Humberto Martínez Morosini en el programa 24 Horas.
En 1991 se aleja de la pantalla chica y trabaja detrás de cámaras dedicándose a programas benéficos hasta el año 1995 cuando decide retirarse del mundo de la televisión luego de una tragedia familiar. 
Actualmente es una empresaria promotora de productos bandera del Perú en la ciudad de Quito al lado de su esposo.

### Hemeroteca
| Medio   | Nombre                | Fecha              |
| ------- | --------------------- | ------------------ |
| Revista | Gente                 | 28 sept 1977       |
| Diario  | Expreso               | 24 oct 1977        |
| Revista | Caretas               | 12 nov 1980        |
| Diario  | Expreso               | 05 abr 1981        |
| Diario  | Última Hora           | 08 ago 1981        |
| Diario  | El Comercio           | 03 jun 1982        |
| Diario  | El Obsevador          | 19 ago 1982        |
| Revista | Hogar                 | 01 oct 82          |
| Revista | Bohemia Internacional | 06 feb 1980        |
| Revista | Telecolor             | 16 sep 1987        |
| Diario  | Expreso               | 23 ene 1983        |
| Diario  | Extra                 | 10 ene 1983        |
| Diario  | Extra                 | 28 mar 1983        |
| Revista | Vanidades             | 05 jul 1983        |
| Diario  | Expreso               | 24 jul 1983        |
| Diario  | Expreso               | 09 oct 1983        |
| Revista | TV Teleguia           | 28 ago 1984        |
| Diario  | La Crónica            | 16 de mayo de 1985 |
| Diario  | El Comercio           | 20 abr 1985        |
| Revista | Oiga                  | 01 jun 1986        |
| Revista | Eva #19               | 01 jun 1987        |
| Revista | Oiga                  | 01 abr 1987        |
| Diario  | Expreso               | 01 mar 1987        |
| Revista | Somos El Comercio     | 11 feb 1989        |
| Diario  | La República          | 7 de mayo de 1989  |
| Revista | Globo                 | 1 de mayo de 1991  |
| Revista | Cosas                 | 01 feb 1995        |